# Hồ sơ tuyệt mật
Hồ sơ tuyệt mật (tên gốc tiếng Anh: The X-files) là một bộ phim truyền hình dài tập khoa học viễn tưởng nổi tiếng của Hoa Kỳ. Bộ phim của Chris Carter này được trình chiếu bởi FOX (Hoa Kỳ) từ ngày 10 tháng 9 năm 1992 và kết thúc ngày 19 tháng 5 năm 2002. Bộ phim mang tính chất của thời kỳ thập niên 1990, khi người dân không mấy tin tưởng vào chính phủ trong khi rất tin vào việc tồn tại sự sống ngoài Trái Đất. Phim đã từng được trình chiếu trên kênh truyền hình VTV3 và VTV6 của Việt Nam.
Trong bộ phim, đặc vụ FBI Fox Mulder (David Duchovny) do muốn tìm lại người em gái mất tích của mình, đã dấn thân vào điều tra tại "X-files" với niềm tin rằng em gái của anh đã bị bắt cóc bởi người ngoài Trái Đất. Mulder rất tin tưởng vào sự tồn tại của người ngoài Trái Đất trong khi người tham gia điều tra cùng Fox Mulder là đặc vụ Dana Scully (Gillian Anderson). Ban đầu, Scully không tin vào những điều mà Fox Mulder nói, nhưng với những bằng chứng cụ thể cùng với những vụ án thực tế cô và Mulder trải qua, dần dần Scully đã tin vào những hiện tượng kỳ bí.
Tuy nhiên, tới cuối phim thì nhân vật Fox Mulder xuất hiện ít hơn và có thêm sự xuất hiện của một nhân vật chính khác là đặc vụ John Doggett (Robert Patrick). Tới phiên mình, John Doggett lại nghi ngờ tính xác thực của các vụ án trong X-files và lúc này, chính đặc vụ Scully là người đã khiến cho John Doggett dần dần tin vào X-files.
Bộ phim The X-files là bộ phim truyền hình dài tập nhất về đề tài khoa học viễn tưởng được biết đến tại Hoa Kỳ và được tạp chí TV Guide bình chọn ở vị trí thứ 37 trong các bộ phim hay nhất mọi thời đại.